# R2 (Azerbeidzjan)
De R2 is een weg in Azerbeidzjan, de weg loopt van het plaatsje Giləzi naar de plaats Xızı. De weg is 31 kilometer lang.